# Stephanie Che
Pour les articles homonymes, voir Che (homonymie).
Stephanie Che est une chanteuse et actrice hong kongaise née le 28 décembre 1973.

## Filmographie
- 2008 : Lady Cop & Papa Crook (Daai sau cha ji neui) : Vivian
- 2008 : Rule Number One (Dai yat gaai)
- 2006 : Under the Canopy of Love (Tin mok ha dik luen yan) : Ho Lin-sun
- 2006 : The Shopaholics (Jui oi nui yun kau muk kong)
- 2004 : Butterfly (Hu die) : Jin
- 2003 : Men Suddenly in Black (Daai cheung foo) : Cindy
- 2003 : Give Them a Chance
- 2002 : Demi-Haunted (Wan bok lut chaai)
- 2002 : My Wife Is 18 (Ngo liu poh lut gau ching) :
- 2002 : A Man Like Me (Maður eins og ég) : Qi
- 2002 : Time 4 Hope (Yee yan saam chuk)
- 2002 : Give Me a Chance (Kap sze moon yat goh gei kooi)
- 2001 : Every Dog Has His Date (Yuen mei ching yan) : Sandy
- 2001 : Goodbye Mr. Cool (Gau lung bing sat) : JoJo
- 2001 : Bakery Amour (Oi ching baak min baau) : la fiacée de Jia Lam
- 2000 : For Bad Boys Only (Bad boy dak gung)
- 2000 : Okinawa Rendez-vous (Luen chin chung sing) : Cookie
- 2000 : Clean My Name, Mr. Coroner! (Gau geung ying ging) : Ling
- 2000 : Sound from the Dark (Aau fung yee)
- 1999 : The Legend of Speed (Lit feng chin che 2 gik chuk chuen suet)
- 1998 : Beast Cops (Yeshou xingjing) : Yee